# Казка казок (фільм)
«Казка казок» (італ. Il racconto dei racconti, англ. Tale of Tales) — фентезійна мелодрама італійського режисера Маттео Ґарроне 2015 року, поставлена за мотивами збірки неаполітанських казок, записаних у XVI столітті Джамбатістою Базіле. Світова прем'єра фільму відбулася 14 травня 2015 року в рамках 68-го Каннського кінофестивалю, де він брав участь в основній конкурсній програмі.

## Синопсис
В основу сюжету стрічки покладено три історії з сорока дев'яти вечорів Базіле зі збірки казок Джамбаттісти Базіле.

### Зачарована лань
Характерно, що в екранізації сюжет казки змінено, і зачарована лань у ній не з'являється.
У королівстві Долини Туманів король і королева не мають дітей. Некромант радить королеві з'їсти серце морського дракона, яке повинна приготувати незаймана дівчина. Король іде на полювання і вбиває морського білого дракона, але помирає від отриманих в бою ран; королеві байдуже до його смерті. Кухарка готує серце і королева з'їдає його, а наступного дня народжує сина-блондина Еліаса. Кухарка, яка вдихнула пару від страви, також народжує хлопчика, Йону. Обоє хлопчиків стають нерозлучними друзями, але настільки схожі, що королева їх плутає. Це дратує королеву, і вона намагається вбити Йону. Тоді Йона тікає, а Еліасу каже, що поки з-під встромленого ним у корінь ножа тече вода, з ним усе гаразд. Одного разу вода тече кривава, і Еліас йде шукати Йону. Королева наказує своїм підданим шукати Еліаса, але безуспішно. Некромант звинувачує королеву в розлуці друзів. Еліас знаходить пораненого Йону в печері. Їм загрожує чудовисько, яке ранить Йону. Еліас вагається напасти, і тоді Йона вбиває чудовисько, яке потім виявляється королевою.

### Освіжована стара леді
Хтивий король Самотньої Скелі чує гарний жіночий спів, який лине з будинку. Не бачачи співачки, король починає залицятися до неї. Вони домовляються зустрітися вночі. Наступного ранку король бачить, що ця жінка, Дора, стара, і наказує своїм охоронцям викинути її з вікна. Вона виживає, заплутавшись у гілках дерева. Відьма рятує її та годує своїм молоком. Дора прокидається молодою, прекрасною дівчиною. Король зустрічає її під час полювання та, не впізнавши, вирішує одружитися з нею. Дора запрошує свою сестру Імму на весілля та обіцяє піклуватися про неї. Імма відмовляється йти, запитуючи як Дора помолодшала. Роздратована Дора бреше, що з неї здерли стару шкіру. Імма намагається підглянути за сестрою, за що її виганяють. Тоді вона знаходить хто здере з неї шкіру, але лишається закривавленою та спотвореною.

### Блоха
Король Високих пагорбів має домашню блоху, про яку дбає більше, ніж про власну дочку. Король годує комаху власною кров'ю та м'ясом. Під його опікою блоха виростає велетенською, а коли помирає, король вирішує зняти з неї шкіру. Його дочка Вайолет каже йому, що хоче одружитися. Король влаштовує женихам випробування: вони повинні вгадати, чия шкіра висить у залі. Як думає король, це нікому не вдасться. Однак одним з женихів виявляється грубий і потворний огр, який дає правильну відповідь. Вайолет жахається, але її батько каже, що не може відмовитися від свого слова. Вайолет одружується з огром, сказавши, що батько ніколи її не любив. Огр забирає Вайолет до своєї печери. Родина акробатів допомагає їй втекти, огр падає в провалля. Але він виживає, наздоганяє акробатів і вбиває. Коли огр несе Вайолет назад у печеру, вона перерізає йому горло. Потім вона повертається до замку, де король захворів, і приносить голову огра. Король просить вибачити його і плаче.
Згодом на коронації Вайолет опиняються Еліас, Дора та король Самотньої Скелі. Коли король супроводжує дочку до трону, натовп дивиться в небо, де артист йде по вогняному канату. Дора починає старіти і непомітно тікає з замку.

## У ролях
| Актор(ка)       |   | Роль                    |
| --------------- | - | ----------------------- |
| Сальма Гайєк    | … | Королева Долини Туманів |
| Венсан Кассель  | … | Король Самотньої Скелі  |
| Джон Сі Рейлі   | … | Король Долини Туманів   |
| Тобі Джонс      | … | Король Високих Пагорбів |
| Ширлі Гендерсон | … | Імма                    |
| Хейлі Кармайкл  | … | Дора                    |
| Стейсі Мартін   | … | молода Дора             |
| Беб Кейв        | … | Вайолет                 |
| Крістіан Ліс    | … | Еліас                   |
| Джона Ліс       | … | Йона                    |
| Джессі Кейв     | … | Феніція                 |

## Сприйняття
Фільм отримав позитивні відгуки від критиків. На вебсайті Rotten Tomatoes фільм має 78 % рейтинг, заснований на 18 рецензіях критиків, а його середній бал становить 7,1/10. На Metacritic фільм отримав 80 балів зі 100, які засновані на 10 рецензіях, що означає «загальне схвалення».
Пітер Бредшоу відгукнувся про «Казку казок» у The Guardian: це «фантастично божевільний, ретельно продуманий та візуально приголомшливий фільм: еротичний, кумедний, внутрішньо послідовний», причому поданий з серйозністю.
Чак Бовен у Slant писав, що оскільки три казки подано не послідовно, а через чергування епізодів, сюжет перестає добре працювати до кінця фільму. Ці історії, очевидно, були обрані Гарроне через їхню тематичну схожість, але він прокладає між ними замало емоційних чи естетичних перехресних течій. Натомість він чудово попрацював із кольором і ситуаціями, які розкривають характери персонажів. У всіх історіях королі та королеви — це жалюгідно недалекоглядні люди, схильні правити відповідно до своїх бажань та примх, жертвуючи своїми близькими. Гарроне адаптує казкові сюжети, але робить це, уникаючи голлівудської помпезності.
Пітер Дебрюдж у Variety похвалив костюми та декорації, але зробив висновок, що якими б захопливими не були всі три історії, вони втратили будь-який дидактичний вимір, який колись мали в оригінальній збірці казок.

## Визнання
| Нагороди та номінації фільму «Казка казок» | Нагороди та номінації фільму «Казка казок» | Нагороди та номінації фільму «Казка казок» | Нагороди та номінації фільму «Казка казок»                     | Нагороди та номінації фільму «Казка казок» | Нагороди та номінації фільму «Казка казок» |
| Рік                                        | Нагорода                                   | Категорія                                  | Номінант                                                       | Результат                                  |                                            |
| ------------------------------------------ | ------------------------------------------ | ------------------------------------------ | -------------------------------------------------------------- | ------------------------------------------ | ------------------------------------------ |
| 2015                                       | Каннський кінофестиваль 2015               | «Золота пальмова гілка»                    | «Казка казок»                                                  | Номінація                                  |                                            |
| 2015                                       | Кінопремія «Срібна стрічка» 2015           | Найкращий виробничий дизайн                | Дімітрі Капуані                                                | Перемога                                   |                                            |
| 2015                                       | Кінопремія «Срібна стрічка» 2015           | Найкращий дизайн костюмів                  | Массімо Кантіні Парріні                                        | Перемога                                   |                                            |
| 2015                                       | Кінопремія «Срібна стрічка» 2015           | Найкращий звук                             | Марісетта Ломбардо                                             | Перемога                                   |                                            |
| 2015                                       | Кінопремія «Срібна стрічка» 2015           | Найкращий режисер                          | Маттео Ґарроне                                                 | Номінація                                  |                                            |
| 2015                                       | Кінопремія «Срібна стрічка» 2015           | Найкращий сценарій                         | Маттео Ґарроне, Едоардо Албінаті, Уго Чіті та Массімо Гаудіозо | Номінація                                  |                                            |
| 2015                                       | Кінопремія «Срібна стрічка» 2015           | Найкращий монтаж                           | Марко Сполетіні                                                | Номінація                                  |                                            |